# 博士たちの間のキリスト
『博士たちの間のキリスト』 (はかせたちのあいだのキリスト、西: Jesús entre los doctores、英: Christ among the Doctors）は、1506年に制作されたドイツ・ルネサンス期の巨匠アルブレヒト・デューラーの油彩画で、現在はスペイン、マドリードのティッセン＝ボルネミッサ美術館に所蔵されている。作品は、ヴェネツィアでのデューラーの滞在時にまでさかのぼり、『薔薇冠の祝祭』(プラハ国立美術館) の祭壇画に取り掛かっていた時に急いで制作された(「5日間で作られた」を意味する 'Opus Quinque Dierum' の碑文による)。しかし、本作の制作が5日でなされたにしても、その前に十分な準備がなされたことは多くの部分素描から明らかである。

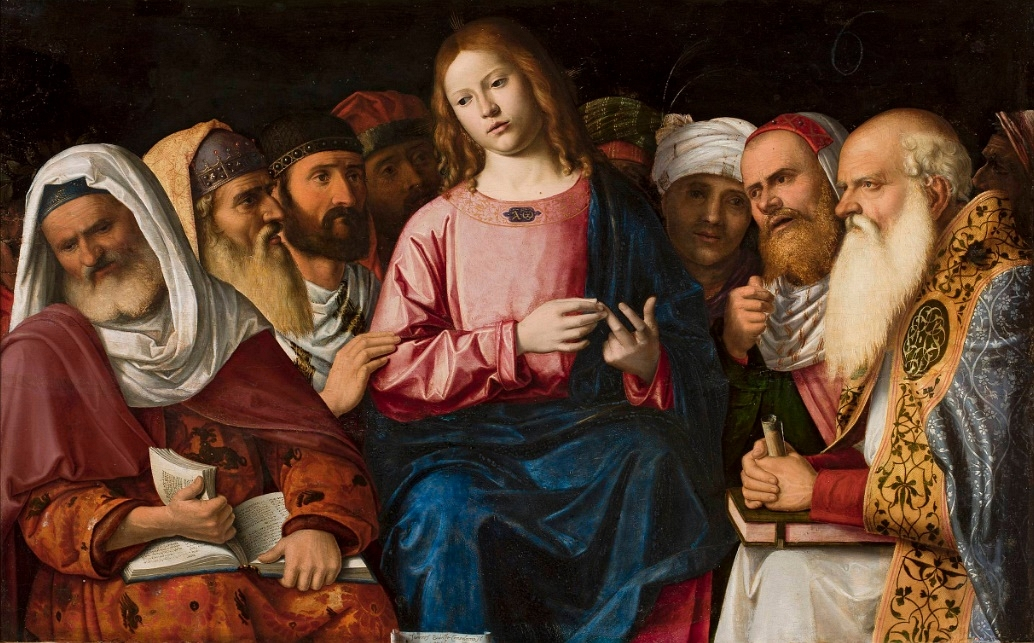
チーマ・ダ・コネリアーノ『博士たちの間のキリスト』 (1504年) 国立美術館、ワルシャワ

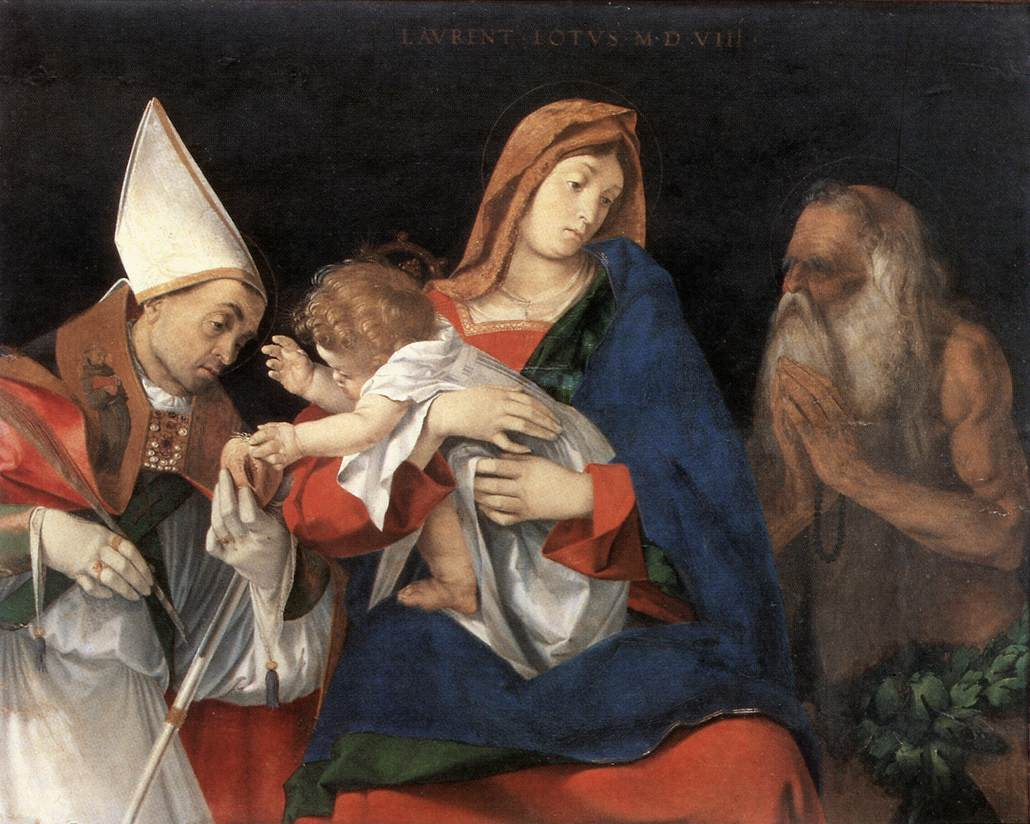
ロレンツォ・ロット『聖フラビアンとオヌフリウスの間の聖母子像』 (1508年) ボルゲーゼ美術館、ローマ

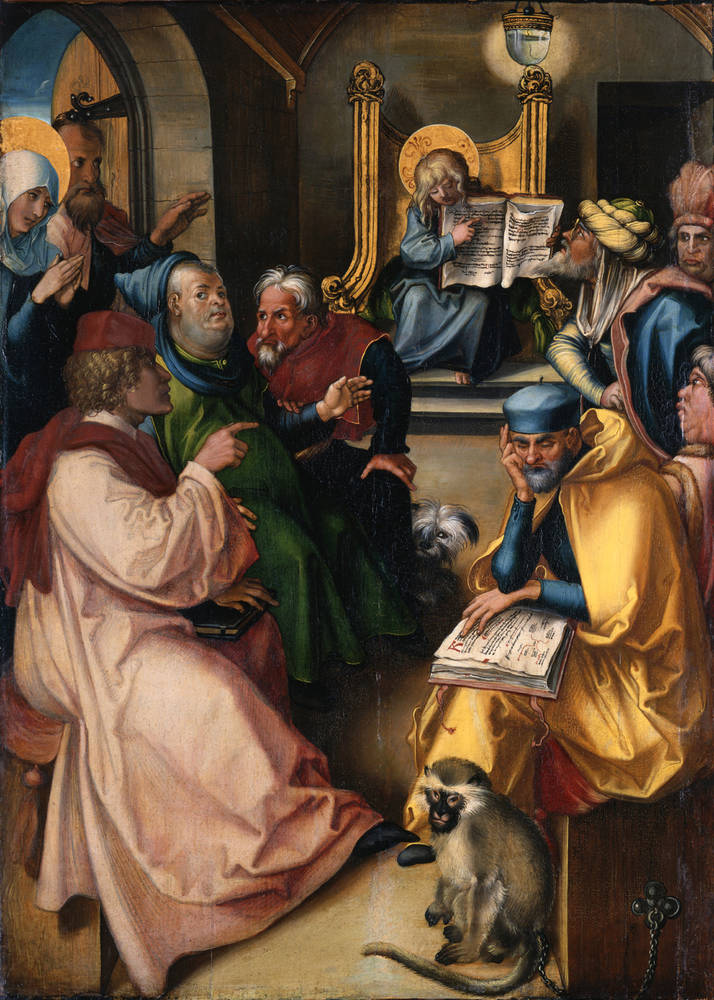
アルブレヒト・デューラー「博士たちの間のキリスト」『七つの悲しみの多翼祭壇画』の周辺パネルのうちの1点。(1500年ごろ) アルテ・マイスター絵画館、ドレスデン

画面の左下にある書物に挟まれた紙に「1506」の年記があるが、デューラーがこの年の9月23日付の親友ヴィリバルト・ピルクハイマーに宛てた手紙には、『薔薇冠の祝祭』とともに、「私がかつて描いたことのないような、もう1枚の絵」も完成したと記されている。その「もう1枚の絵」が本作であろうと思われる。
主題は、新約聖書のルカによる福音書 (21章41節以降) から取られており、神殿で幼少時代にイエス・キリストが発見されたエピソードが描かれている。この主題は、デューラーによって『聖母の生涯』のシリーズの木版画と『七つの悲しみの多翼祭壇画』(アルテ・マイスター絵画館、ドレスデン) のパネルですでに扱われていた。しかし、本作で、デューラーはまったく新しい横長の構図を採用した。7人の登場人物が場面全体を占めており、若いイエス・キリストを取り囲んで、黒い背景のための小さな余地を残しているのである。ヴェネツィア派の画家チーマ・ダ・コネリアーノの『博士たちの間のキリスト』からの強い影響があったと思われ、イタリア・ルネサンス絵画の特徴を示すこの構図のために、デューラーは、前述の手紙で「私がかつて描いたことのないような」と述べているのだと思われる。
いくつかの資料によると、本作はヴェネツィア派の巨匠ジョヴァンニ・ベッリーニに与えられた可能性がある。ベッリーニの家で、おそらくロレンツォ・ロットが見た作品であり、ロットは、現在ボルゲーゼ美術館にある、自身の『聖フラビアンとオヌフリウスの間の聖母子像』にデューラーの『博士たちの間のキリスト』の人物の一人を使用した。
イエスの左側の人物は似顔絵であり、おそらくデューラーが見たレオナルド・ダ・ヴィンチの絵画のうちの一点に触発されている。左下隅の男性は、パリサイ人の慣習であるベレー帽にカルトゥーシュを持っている。反対側の人物は、おそらくジョヴァンニ・ベッリーニの絵画からの引用である。